# Джузепе Питре
Джузѐпе Питрѐ (на италиански: Giuseppe Pitré, [dʒuˈzɛppe piˈtre]) е италиански етнограф и фолклорист.
Роден е на 22 декември 1841 година в Палермо. През 1860 година е доброволец в Похода на хилядата на Джузепе Гарибалди, а през 1866 година завършва медицина. Започва работа като лекар, но скоро се насочва към етнографията и събира и публикува обемен материал върху сицилианските фолклорни традиции и народни приказки, преподава в Палермския университет.
Джузепе Питре умира на 10 април 1916 година в Палермо.